# Rap (peix)
El rap, el rap blanc, el buldroi o la granota de mar (Lophius piscatorius) és un peix de la família dels lòfids. N'hi ha a la mar Negra, la mar Mediterrània (incloent-hi els Països Catalans) i l'oceà Atlàntic oriental (des del sud-oest del mar de Barentsz fins a Islàndia, l'estret de Gibraltar i Mauritània).
Es podria confondre amb el rap vermell (Lophius budegassa), però se'n diferencia en la quantitat de radis en l'aleta dorsal i pel color. És inofensiu per als humans i no s'adapta a viure bé als aquaris domèstics a causa de la seua grandària.

## Morfologia
Els exemplars més vells poden viure 24 anys, pesar més de 57,7 kg i arribar a 2 m de llargària, tot i que la seua mida més freqüent és d'1 m (els exemplars de l'oceà Atlàntic nord són més grossos que els africans i els mascles són més petits que les femelles).
Té el cos aplanat dorsiventralment, la pell aspra, nuosa, de tons marronosos i sense escates, el cap dur i voluminós, el qual correspon al 50% de la llargada del peix. Presenta tres llargues espines entre els ulls. Té la boca enorme, en forma de mitja lluna i amb dues fileres de dents molt punxegudes i dirigides cap enrere, dues aletes dorsals a l'esquena: la primera, formada per sis radis totalment independents -el primer, anomenat filament pescador- i, la segona, amb 11 o 12 radis, l'aleta anal amb 9-10 radis tous, el peritoneu (és a dir, la pell que recobreix internament el ventre) és de color blanc.

## Ecologia
És una espècie marina, batidemersal, la qual viu dels 20 als 1.000 m de fondària i entre les latituds 75°N-30°N, 28°W-46°E, sobre fons de roques, sorra o fang.
Es nodreix principalment de peixos més petits (lluernes, rajades, etc.) emprant la següent tècnica: quan està mig enterrat al fons, mou el filament pescador acabat en un lòbul membranós bifurcat, la qual cosa atreu les preses curioses cap a ell. Quan les té prou a prop, obre la boca (que actua com un xuclador), i se les empassa de cop. L'operació dura dècimes de segon.
A Irlanda és depredat pel congre (Conger conger) i a Noruega pel bacallà (Gadus morhua).
És parasitat per Chondracanthus lophii, Caligus curtus, Chondracanthus barnardi, Holobomolochus albidus, Hamaticolax albidus, Chondracanthus gibbosus, Acantholochus albidus i Caligus elongatus.
La maduresa sexual s'assoleix als sis anys de vida i la reproducció ocorre de febrer a juliol. Durant l'aparellament, el mascle es subjecta a la femella amb la boca i es produeix la fecundació. La femella pon més d'un milió d'ous, els quals estan embolicats en una massa gelatinosa envoltada d'una mena de cinta violàcia de fins a 1 m d'ample i 10 m de llargada que acaba trencant-se i alliberant els ous.

## Pesca i ús gastronòmic
La seua talla mínima legal de captura és de 30 cm i és capturat amb bous d'arrossegament, soltes i tresmalls, fonamentalment. Es comercialitza fresc o congelat, i es menja cuit al vapor, rostit, bullit, fregit, saltat a la paella o cuit al forn microones.

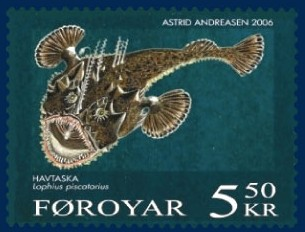
Segell de les illes Fèroe del 2006 mostrant un rap blanc
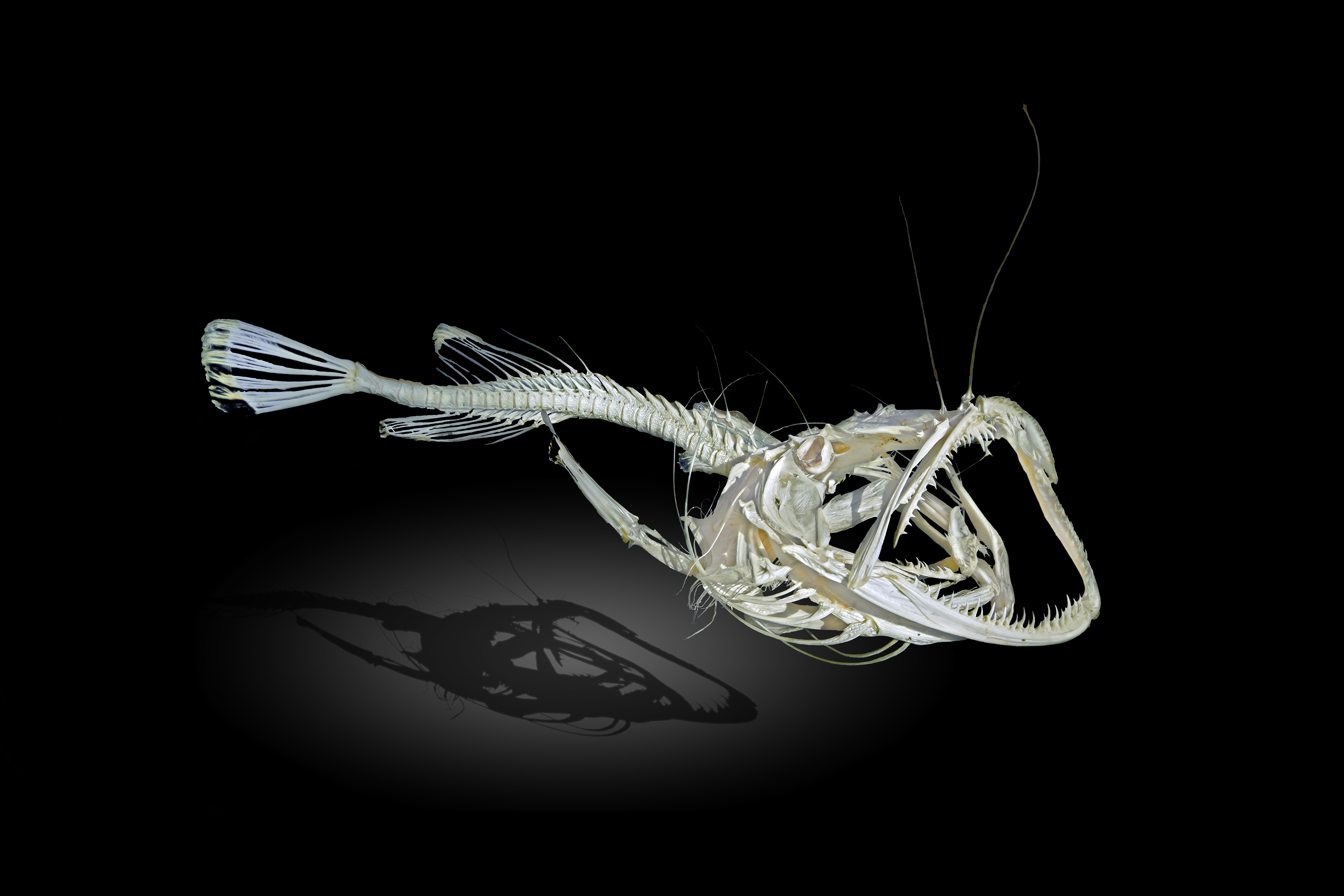
Esquelet
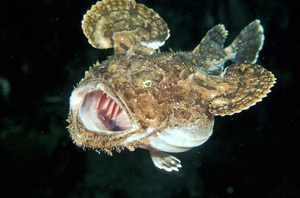
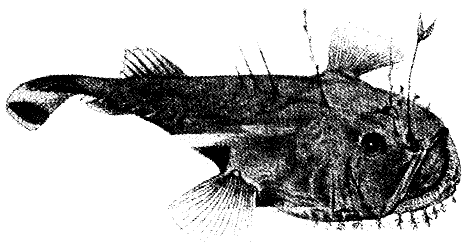
Il·lustració del 1912
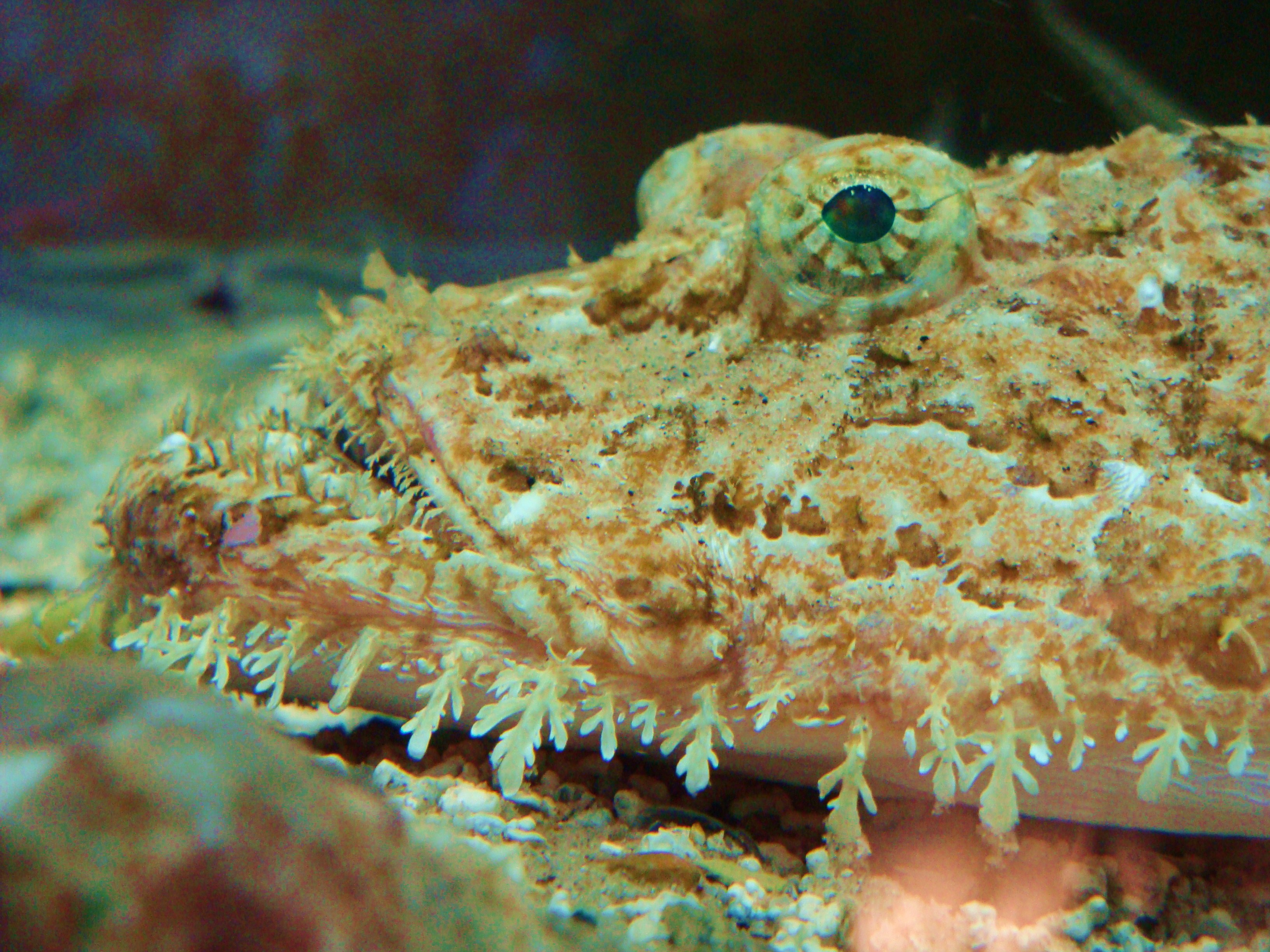
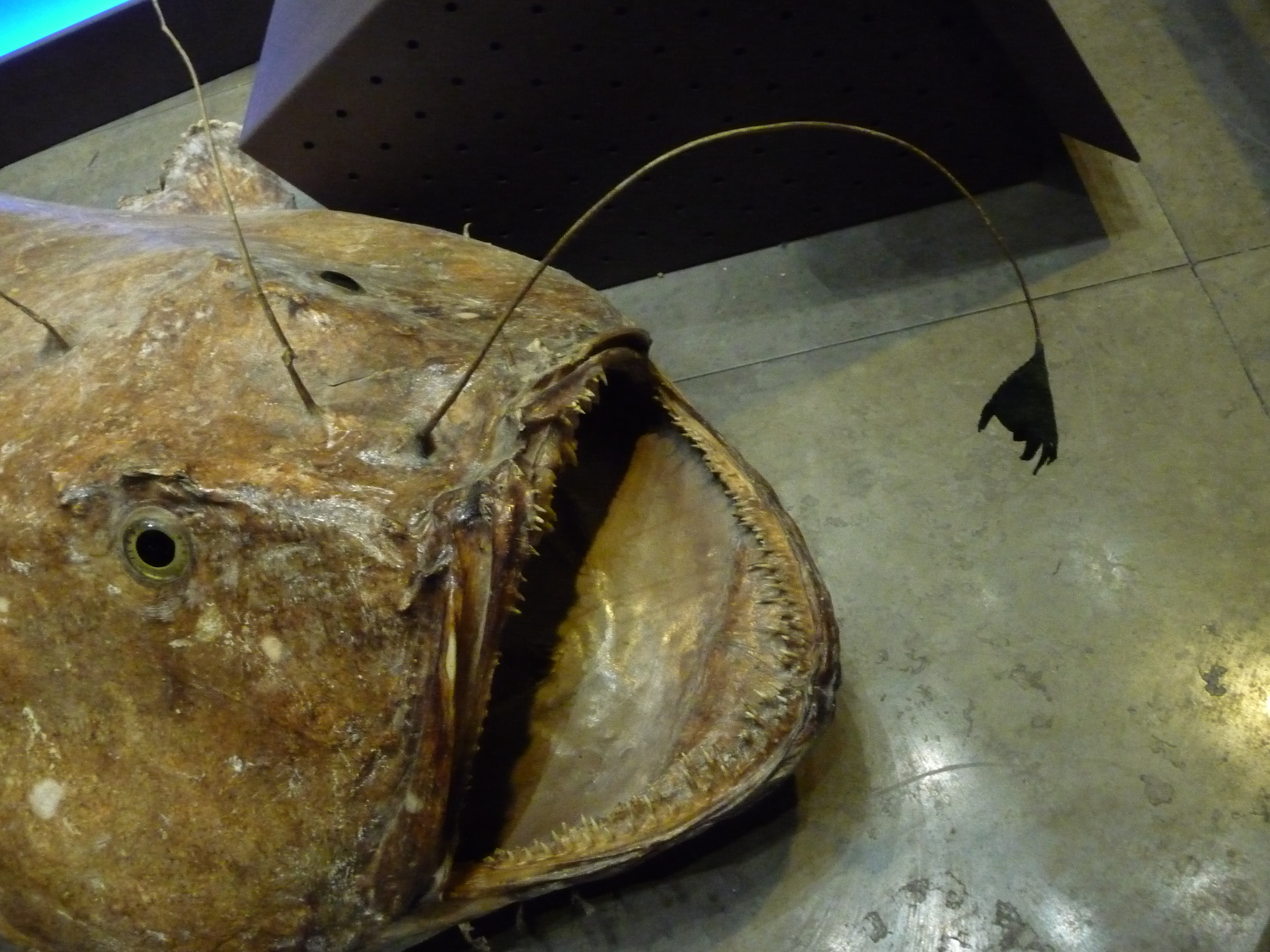
Exemplar mostrant el filament pescador.
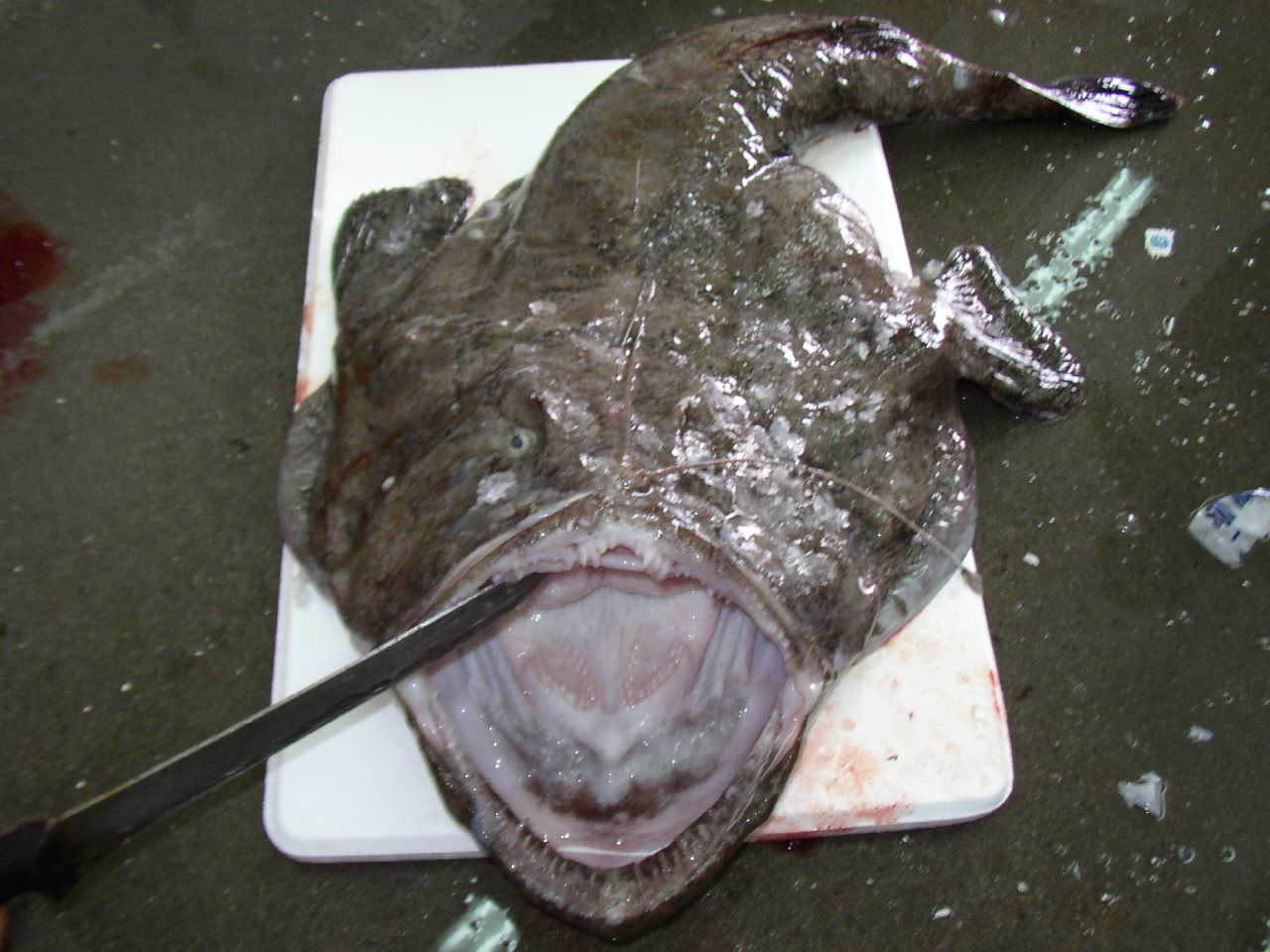
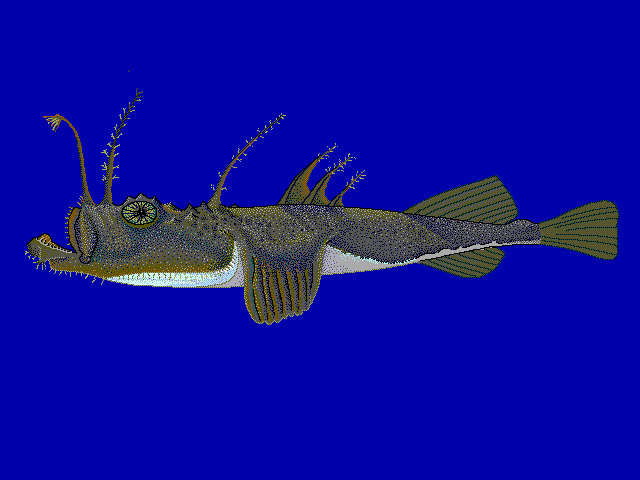
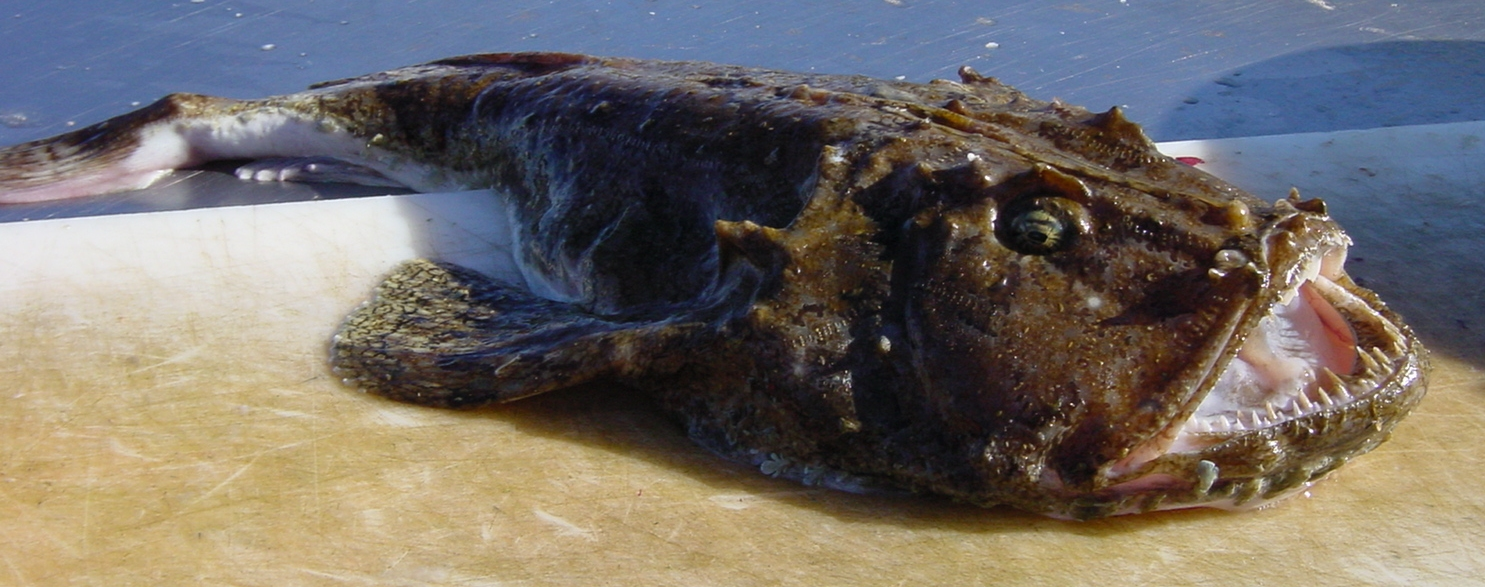
Exemplar capturat a Noruega.
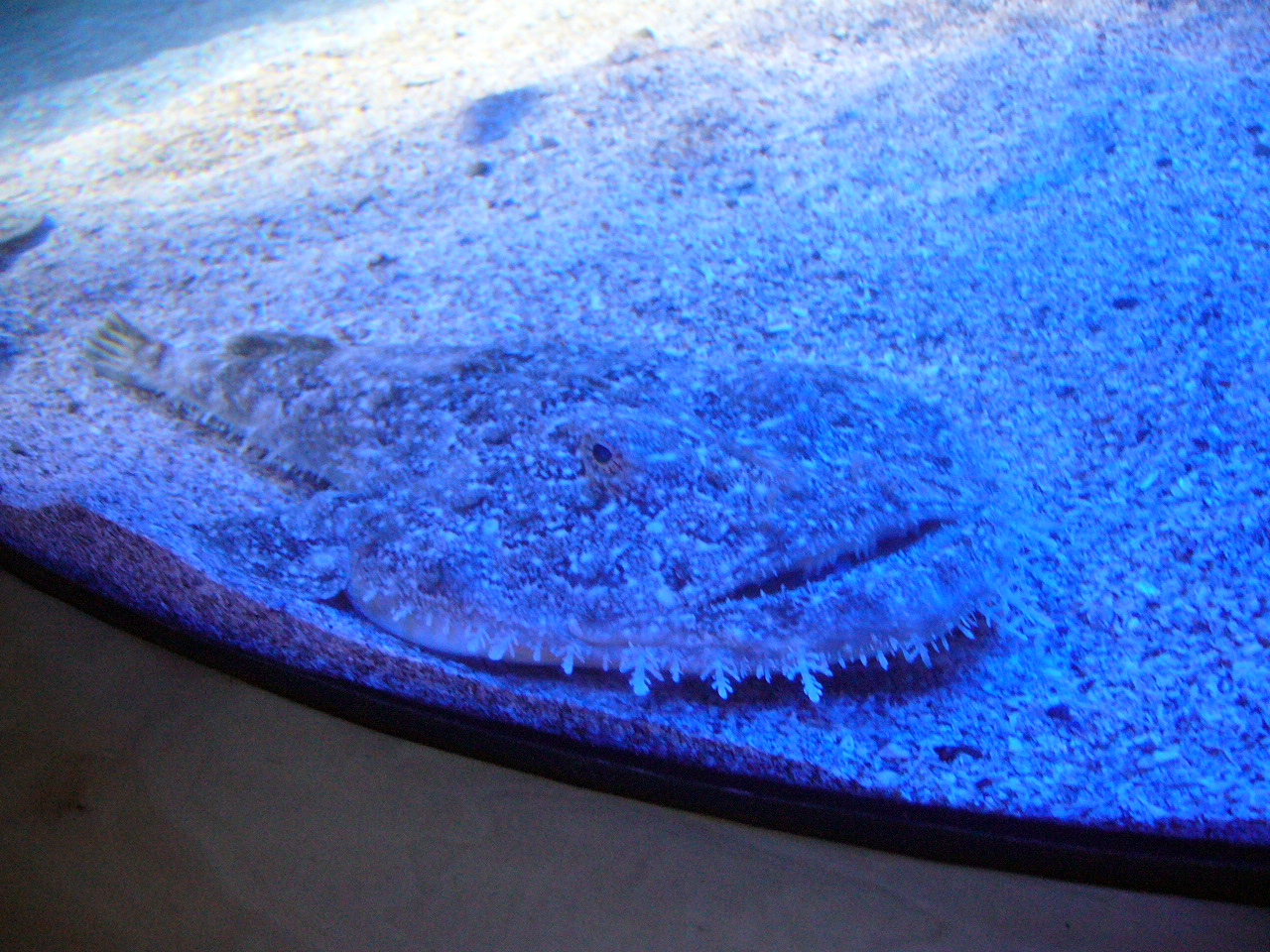
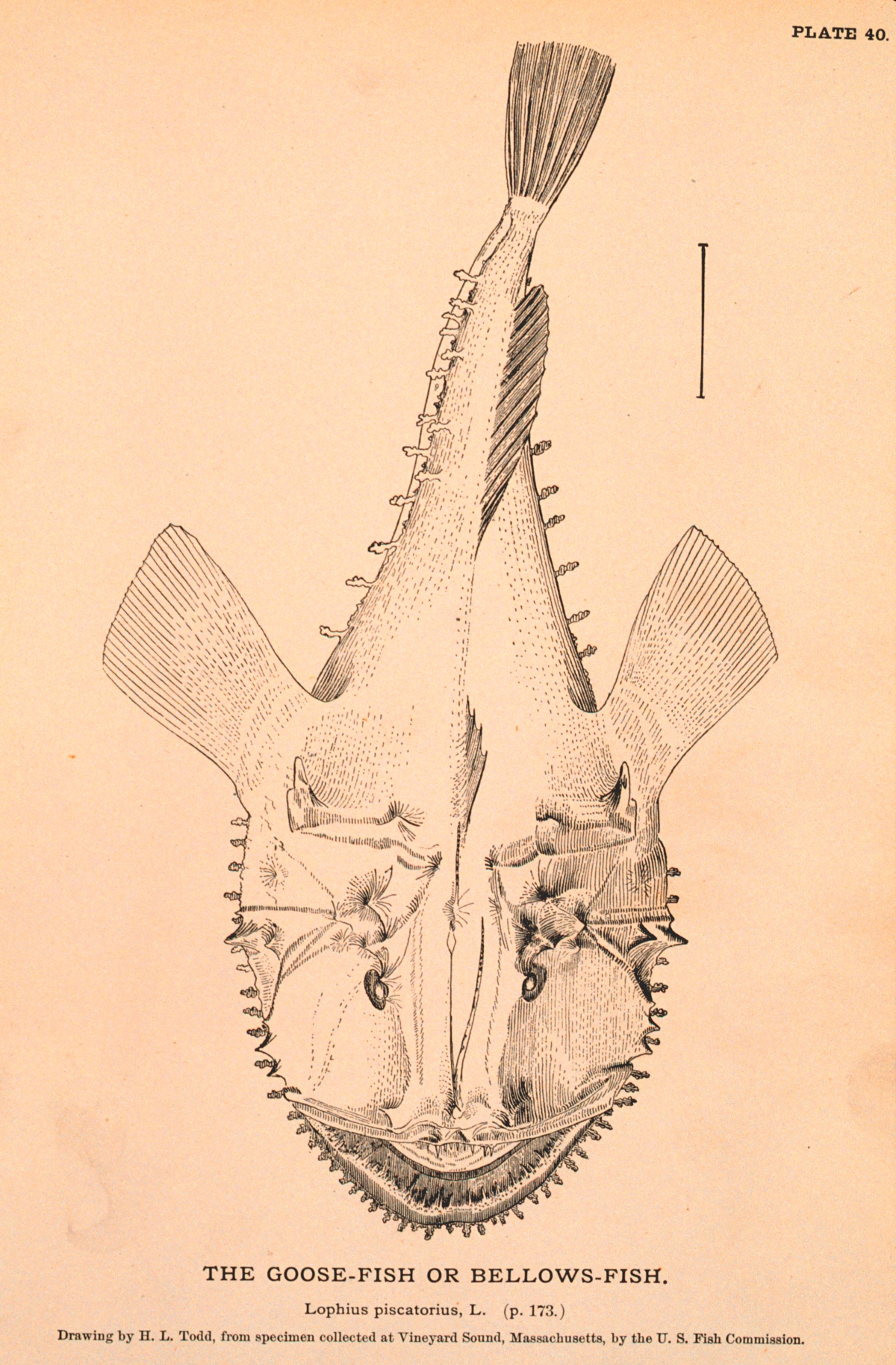
Il·lustració (circa 1880)